# Eugène von Stedingk (diplomat)
Eugène Fredrik Oscar Ludvig von Stedingk, född den 17 november 1825 i Stockholm, död den 22 juli 1871 i Södertälje, var en svensk friherre, diplomat, musiker och teaterledare. Han var son till generallöjtnanten greve Ludvig von Stedingk och Louise von Stedingk.

## Biografi
Eugène von Stedingk studerade vid Uppsala universitet och var mycket aktiv i spexen på Stockholms nation. Han tillhörde även sällskapet "Juvenalerna" och blev där den förste pianoackompanjatören till Gluntarne. Efter avlagd kansliexamen anställdes han som attaché vid svenska ambassaden i Paris 1855. Han förflyttades 1857 till Sankt Petersburg som legationssekreterare vid kejserliga hovet för att 1859 åter arbeta i Paris som legationssekreterare. 
Stedingk utnämndes till förste direktör för Kungl. Maj:ts hovkapell och teatrar 1861. Han var en av initiativtagarna till att skilja Operan och Dramatiska teatern från varandra. 1866 lämnade han arbetet vid teatern för att återgå till den diplomatiska banan. Han var till 1868 svensk ambassadör i Madrid och därefter i Köpenhamn.
Stedingk invaldes den 22 januari 1864 som ledamot 383 av Kungliga Musikaliska Akademien.
Eugène von Stedingk gifte sig i maj 1870 i Köpenhamn med sångerskan Wilhelmina Gelhaar, som var dotter till Fredrik och Mathilda Gelhaar. Efter makens död gifte hon om sig 1883 med kammarrättsrådet Johan August Wallensteen. Med Eugène hade hon sönerna Hans, Måns och Lars von Stedingk.

### Översättningar
- Victorien Sardou: Fjärilsfebern: komedi i tre akter (La papillone) (översatt tillsammans med Carl Gustaf Jungberg, Flodin, 1862)
- Alphonse Daudet: Den hvita nejlikan: komedi i en akt (L'œillet blanc) (Lamm, 1865)
- Louis Leroy: Ombyten: komedi i fyra akter (Lamm, 1866)